# 鷹司信房
鷹司信房（永祿8年10月25日—明曆3年12月15日，1565年11月17日—1658年1月18日），日本江戶時代初期公卿，二條晴良之子，官位從一位、關白、左大臣。
1579年，在織田信長的推薦下，信房成為原已斷絕33年的鷹司家的第十三代當主。他的長兄兼孝過繼九條家、次兄昭實繼承父親的二條家，兄弟三人就占了五攝家中的三家。1606年任內大臣。1658年以高齡92歲逝世。有鷹司信尚、松平信平二子。